# Cèl·lula de lloc
Les cèl·lules de lloc són un tipus de neurona piramidal de l'hipocamp. Com el seu nom indica, l'activitat d'aquestes cèl·lules és selectiva envers el lloc que ocupa l'animal. Aquestes neurones funcionen com un marcador de posició, ja que la seva activitat augmenta cada cop que l'animal travessa una àrea concreta del seu entorn.
L'any 2014 es va atorgar el Premi Nobel de Fisiologia o Medicina a John O'Keefe pel descobriment de les cèl·lules de lloc, juntament amb Edvard Moser i May-Britt Moser pel descobriment de les cèl·lules de xarxa.

## Descobriment
Les cèl·lules de lloc van ser descobertes el 1976 per John O'Keefe. El seu equip estava interessat en observar canvis d'activitat neuronal segons les condicions ambientals. En els seus estudis a l'hipocamp en rosegadors desperts i en moviment, van detectar neurones que no s'activaven a causa d'estímuls visuals ni auditius, sino que ho feien segons la posició de l'animal, independentment de la direcció del moviment.

## Localització cel·lular
Les cèl·lules de lloc formen part del conjunt de cèl·lules piramidals de l'hipocamp, repartides en les regions CA1, CA3 i el gir dentat. L'hipocamp és una estructura del cervell que juga un rol fonamental en l'aprenentatge, la memòria i la navegació espacial. Per aconseguir-ho, aquesta estructura rep informació altament processada sobre l'interior i l'exterior des de múltiples regions corticals i subcorticals.
Al contrari que en altres circuits cerebrals, les cèl·lules de lloc no es distribueixen segons les coordenades on s'activen. És a dir, no hi ha evidència que cèl·lules de lloc properes s'activin en llocs també propers. Aquesta falta d'organització és oposada a altres circuits cerebrals, com per exemple els còrtex motor i somatosensorial, que contenen un mapa somatotòpic, i el sistema visual, que manté els quadrants de la imatge captada per la retina.

## Propietats cel·lulars
Les cèl·lules de lloc s'activen –en argot científic, "disparen"– cada cop que l'animal entra en una zona particular de l'entorn, anomenada camp de lloc (de l'anglès, place field). L'especificitat de cada cèl·lula de lloc és indispensable perquè el rossegador o l'humà pugui orientar-se.
Un criteri electrofisiològic ben acceptat per determinar que una neurona piramidal sigui una cèl·lula de lloc és que en el seu pic (1) tingui una taxa de dispar de >1 Hz (potencials d'acció per segon) i (2) que la seva freqüència dupliqui com a mínim la freqüència de dispar basal.

## Funció
Les cèl·lules de lloc actuen en xarxa per recopilar informació sobre la posició i facilitar la navegació espacial. És adient mencionar que aquestes neurones no són la única font d'informació que permet l'orientació. Actuen en conjunt amb altres cèl·lules de l'hipocamp, les cèl·lules de xarxa, les cèl·lules de vora i les cèl·lules de direcció del cap, amb qui formen un sistema complex que recopila i integra la informació espacial.

### Aprenentatge de nous espais
El descobriment o el canvi d'entorn genera la necessitat d'aprendre les característiques del nou ambient. Per aconseguir crear un nou mapa cognitiu, l'hipocamp ha d'assignar noves cèl·lules de lloc i establir nous camps de lloc. Durant l'aprenentatge, les neurones piramidals existents "capturen" la informació d'un territori i les interneurones exclouen a les neurones piramidals veïnes d'activar-se. Aquesta formació és plàstica i relativament ràpida. Diversos estudis han determinat que els rosegadors triguen entre 2 i 15 minuts en generar els nous camps de lloc després de presentar-los un nou espai.

### Presa de decisions espacials
Les cèl·lules de lloc s'activen per prendre decisions. Abans de prendre una decisió espacial (escollir una ruta), els rossegadors s'aturen i observen les opcions navigacionals abans d'iniciar el moviment. Diversos treballs donen suport a que l'animal consulta les seves representacions espacials internes abans de fer cap acció. En concret, s'ha observat que les cèl·lules de lloc s'activen de forma seqüencial, com si fos un viatge mental, durant el periode de la presa de decisió.

### Aprenentatge durant el son
Les cèl·lules de lloc també s'activen durant el son. En particular, s'ha observat que quan un animal fa una tasca comportamental espacial i s'activen certs grups de cèl·lules de lloc, durant l'episodi de son directament posterior es pot observar l'activació del mateix grup de cèl·lules de lloc. La intensitat d'activació d'aquestes cèl·lules disminueix per cada episodi de son subseqüent.